# Rasselas
Rasselas ou The History of Rasselas, Prince of Abissinia (littéralement « L'histoire de Rasselas, prince d'Abyssinie »), est un apologue sur le bonheur écrit par Samuel Johnson. Le livre original portait le titre de The Choice of Life. 